# أفرايم شالوم
أفرايم شالوم هو سياسي إسرائيلي، ولد في 17 يناير 1934 في العراق، وتوفي في 17 أغسطس 2017. نشط حزبياً في معراخ. وقد انتخب عضو الكنيست ‏ (13 أغسطس 1984 – 21 نوفمبر 1988).